# Nopala de Villagrán
Nopala de Villagrán è un comune del Messico, situato nello stato di Hidalgo, il cui capoluogo è la località di Nopala.